# Ruben I van Armenië
Ruben I (Armeens: Ռուբեն Ա, Rupen I of Roupen I) (1025 - 1095) was heer van Gobidar en Goromosol, en was de eerste die het vorstendom Cilicisch Armenië uitriep tot autonome staat, nadat hij een rebellie ontketend had tegen het Byzantijnse Rijk waarna hij het fort Partzepert innam.
Ruben is vermoedelijk afkomstig uit de Bagratuni-dynastie, de familie regeerde daar in het gebied tot de val van Ani in 1045. Ruben stierf in 1095 en werd begraven in het klooster van Castalon, zijn zoon Constantijn I volgde hem op. Naar Ruben I is het vorstenhuis van de Rubeniden genoemd.